# Montsaon
Montsaon est une ancienne commune française située dans le département de la Haute-Marne et la région Grand Est. Elle est associée à la commune de Semoutiers depuis 1972.

## Géographie
Montsaon est un village de type village-rue ; il est situé au pied de la colline de Mont-Saon, entre la route D65 et la base aérienne de Chaumont-Semoutiers.
La ferme d'Outremont est un écart situé à l'ouest de la colline.

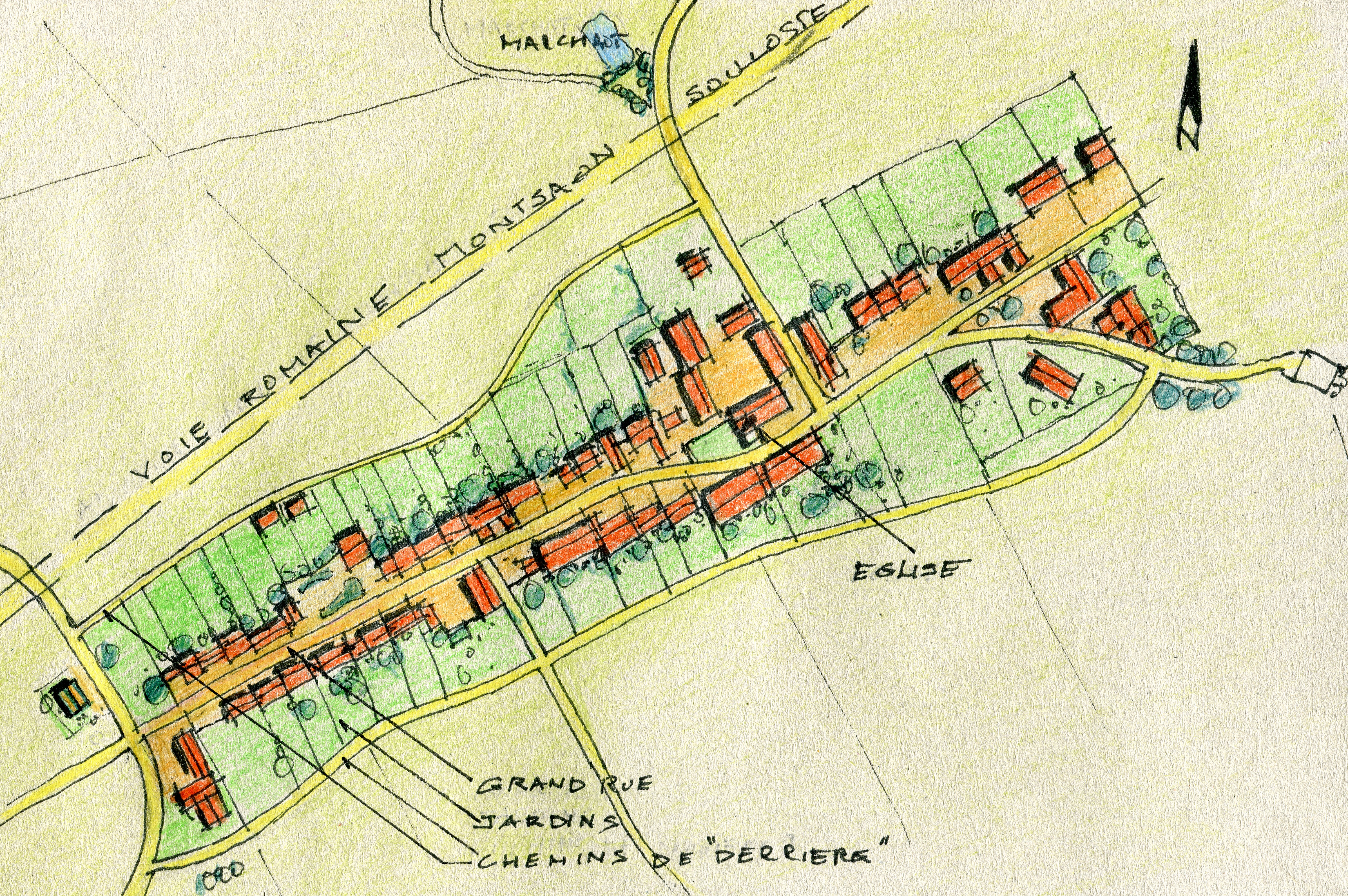
Plan du village.
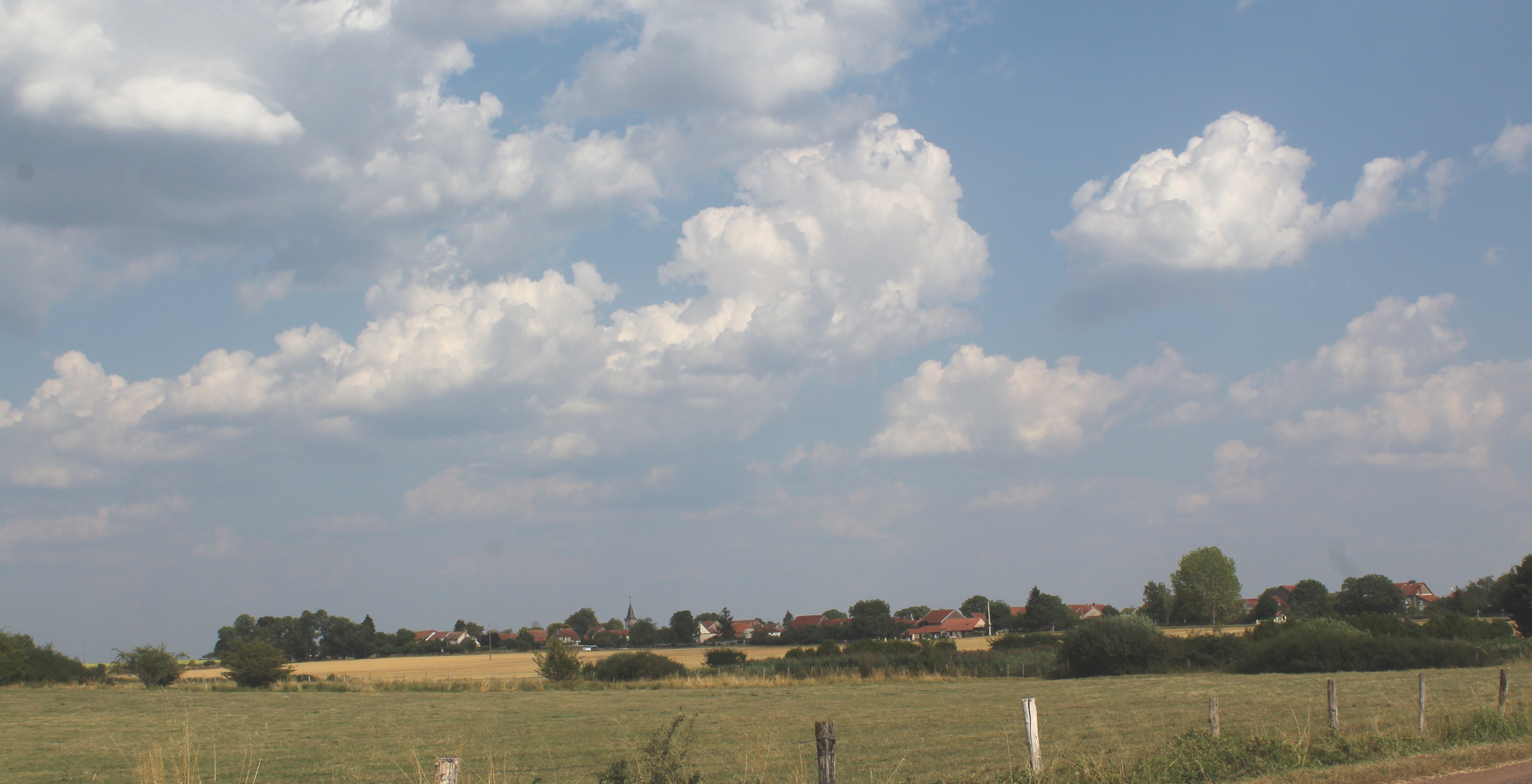
Panorama.
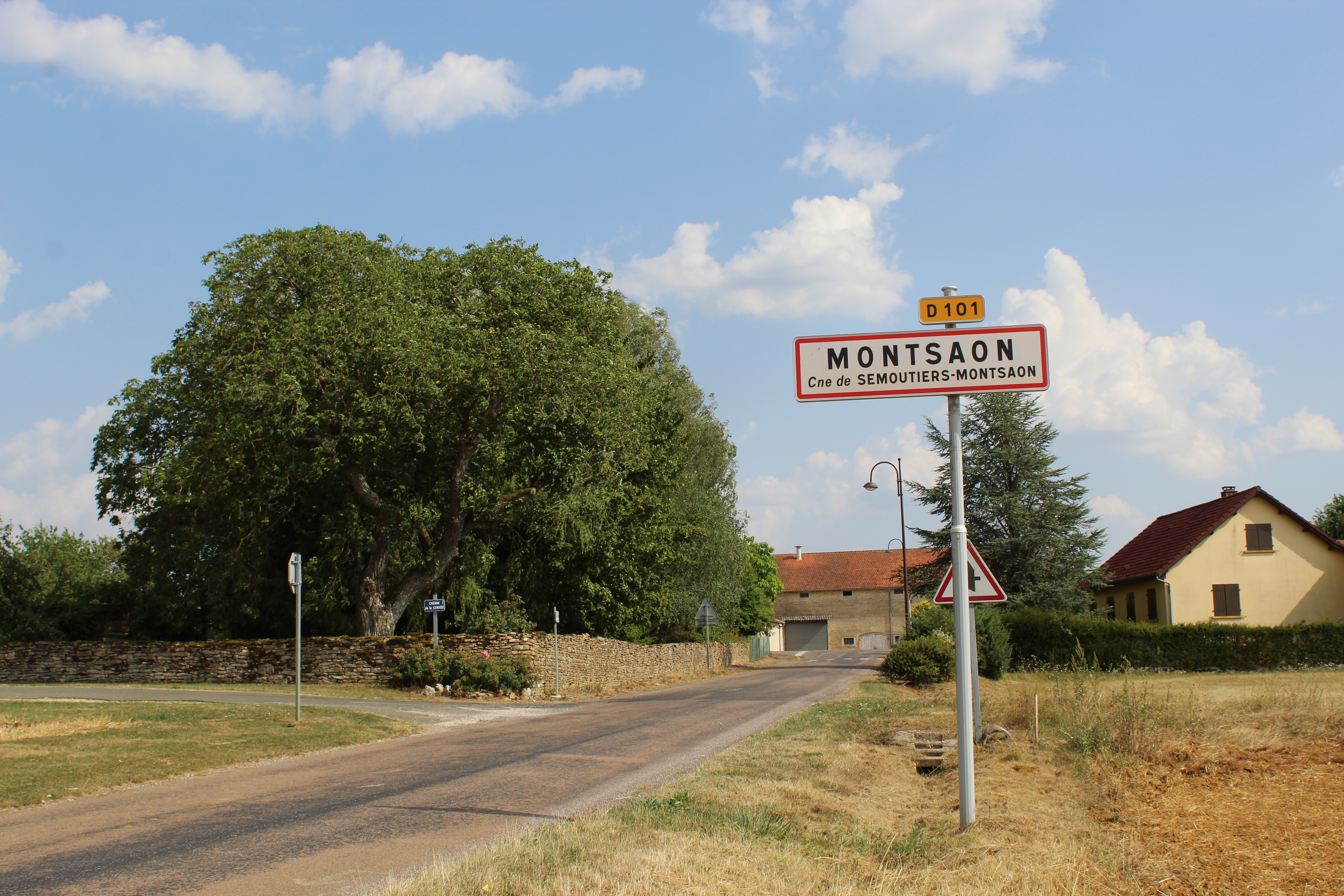
Entrée du village par la route D101.

## Toponymie
Anciennement mentionné : Montion en 1101, Monceon en 1124, Mons Syon en 1145, Monceons au XIVe siècle, Montsaon en 1431, Monsaon en 1700, Montsan-les-Froncles en 1769, Montsaon en 1793 et Montfaon en 1801.
Le village doit son nom à la colline de Mont-Saon au pied de laquelle il se trouve. Montson en champenois.

### Microtoponymie
Outremont :  Capella de Ultramonte en 1101, Oultremont en 1633 et La grange d'Outremont en 1644.

## Histoire
Le 27 juin 1972, la commune de Montsaon est rattachée sous le régime de la fusion-association à celle de Semoutiers qui devient Semoutiers-Montsaon.

## Politique et administration
| Période                                  | Période  | Identité     | Étiquette | Qualité |
| ---------------------------------------- | -------- | ------------ | --------- | ------- |
| ?                                        | En cours | Maurice Roze |           |         |
| Les données manquantes sont à compléter. |          |              |           |         |

### Politique environnementale
En 2009, Montsaon est labellisé « 4 fleurs » au concours des villes et villages fleuris.

## Démographie
| 1793 | 1800 | 1806 | 1821 | 1831 | 1836 | 1841 | 1846 | 1851 |
| ---- | ---- | ---- | ---- | ---- | ---- | ---- | ---- | ---- |
| 158  | 162  | 168  | 173  | 171  | 183  | 172  | 168  | 172  |

| 1856 | 1861 | 1866 | 1872 | 1876 | 1881 | 1886 | 1891 | 1896 |
| ---- | ---- | ---- | ---- | ---- | ---- | ---- | ---- | ---- |
| 164  | 161  | 148  | 156  | 167  | 181  | 163  | 152  | 130  |

| 1901 | 1906 | 1911 | 1921 | 1926 | 1931 | 1936 | 1946 | 1954 |
| ---- | ---- | ---- | ---- | ---- | ---- | ---- | ---- | ---- |
| 131  | 117  | 119  | 94   | 98   | 115  | 103  | 103  | 124  |

| 1962 | 1968 | - | - | - | - | - | - | - |
| ---- | ---- | - | - | - | - | - | - | - |
| 88   | 93   | - | - | - | - | - | - | - |

## Lieux et monuments
- Passage d'une voie romaine[5]
- Sur le monticule dit « Camp de César », se trouvent deux tumuli[5] ainsi que plusieurs autres sépultures[5]
- Fontaine Saint-Didier (ancien lavoir)
- Église Saint-Didier, reconstruite au XIXe siècle à la suite d'un incendie ; le maître-autel est du XVIIIe siècle

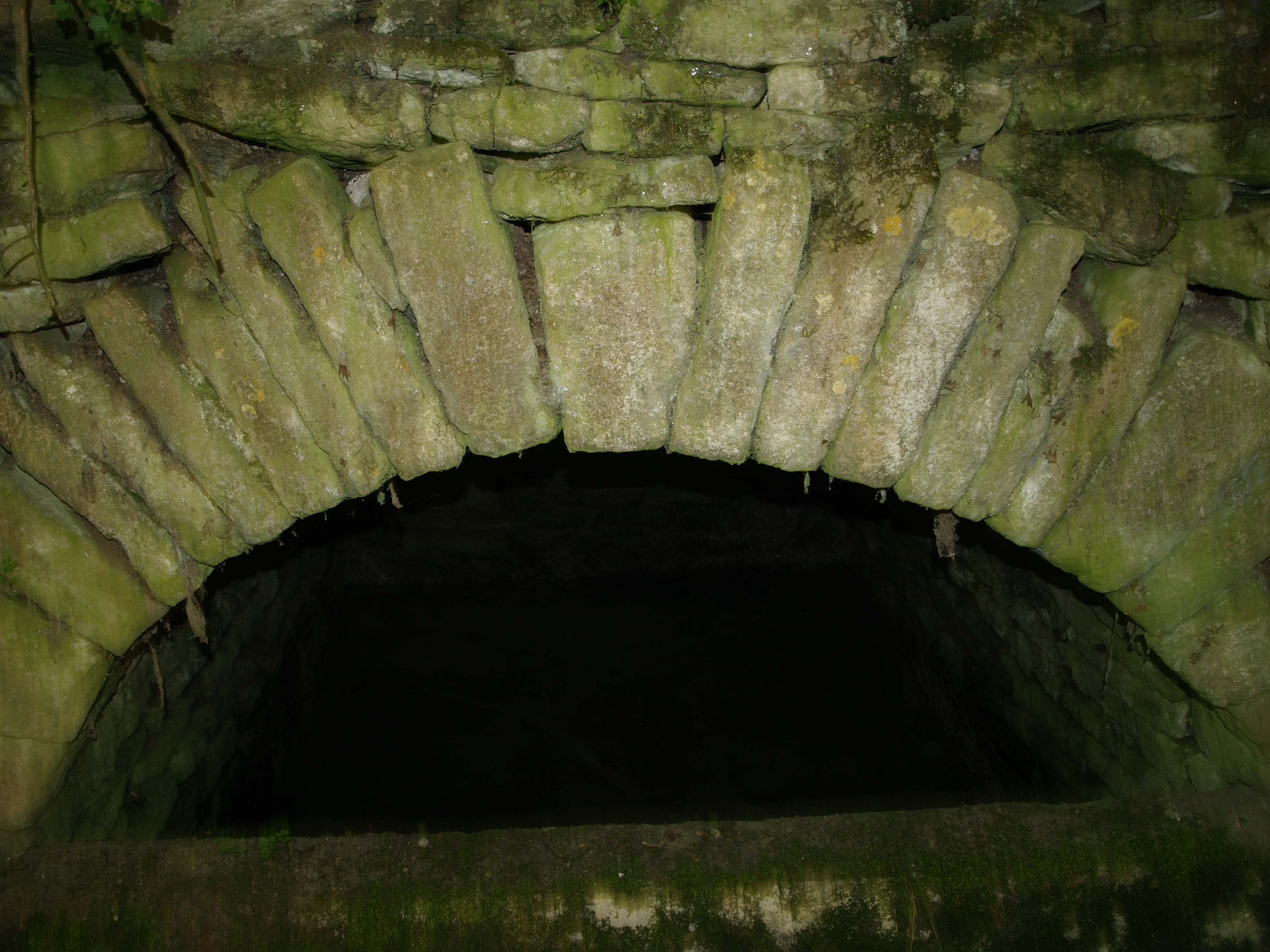
Voûte de la fontaine Saint-Didier.
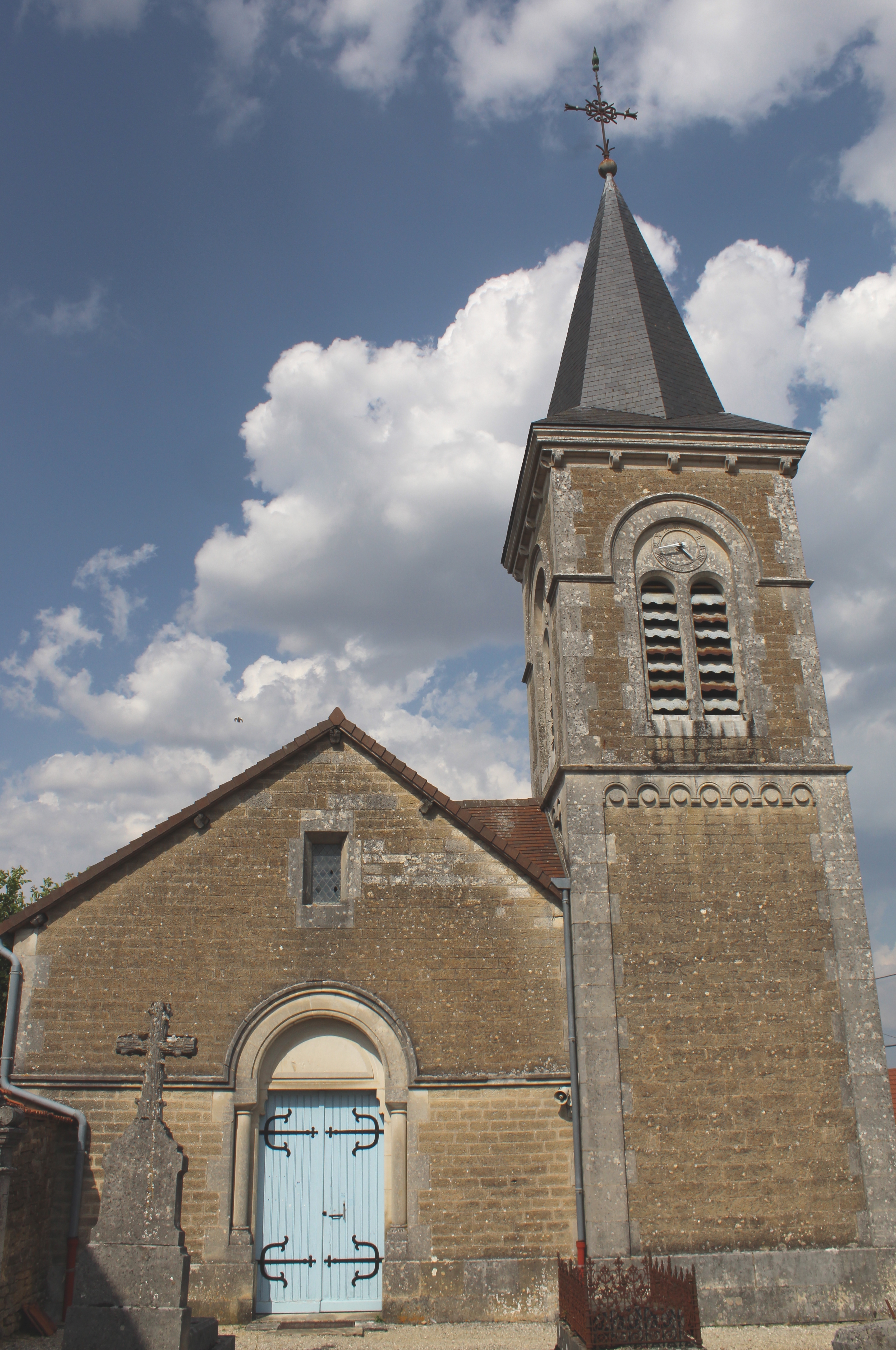
Église Saint-Didier.
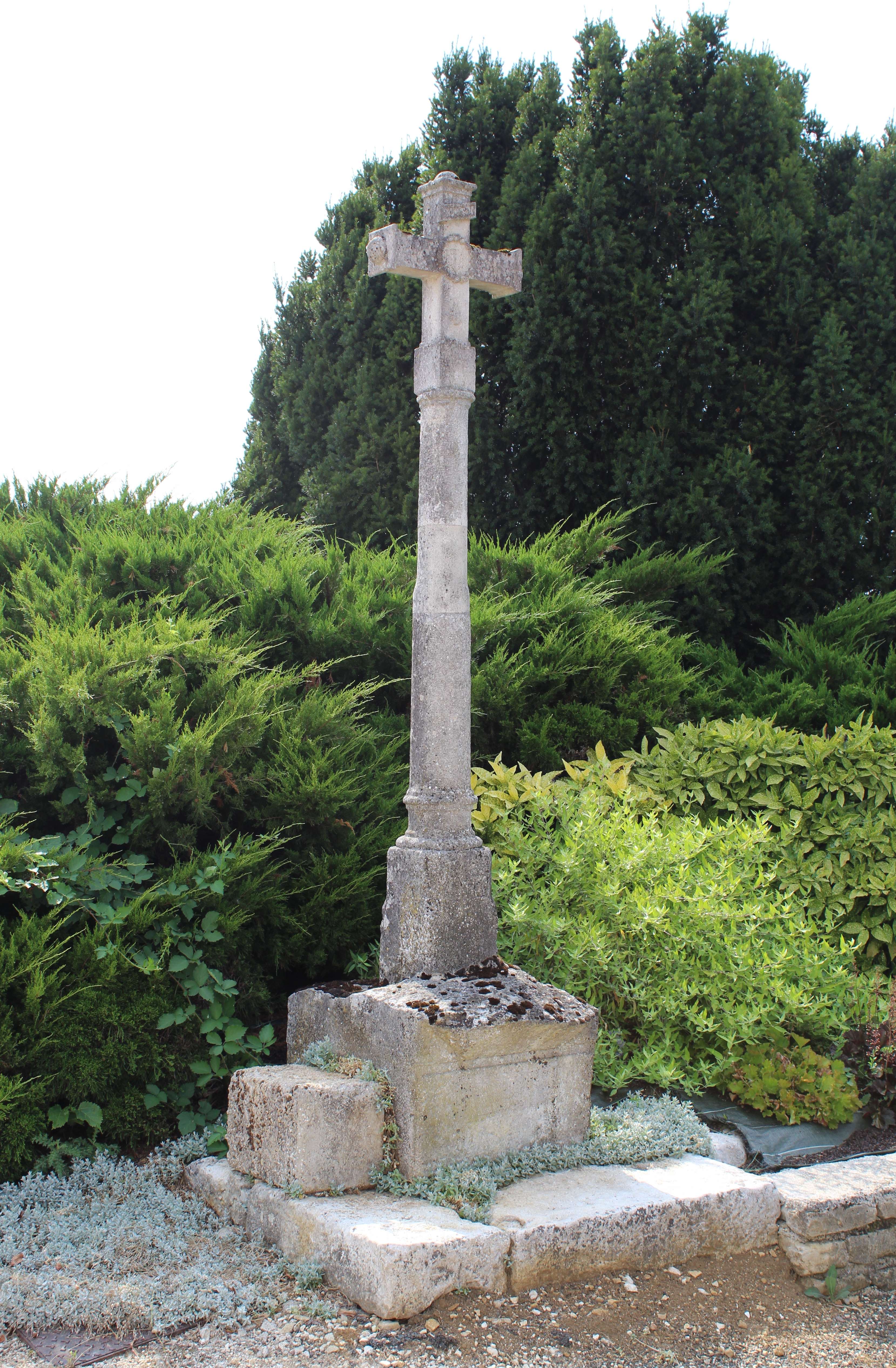
Calvaire.
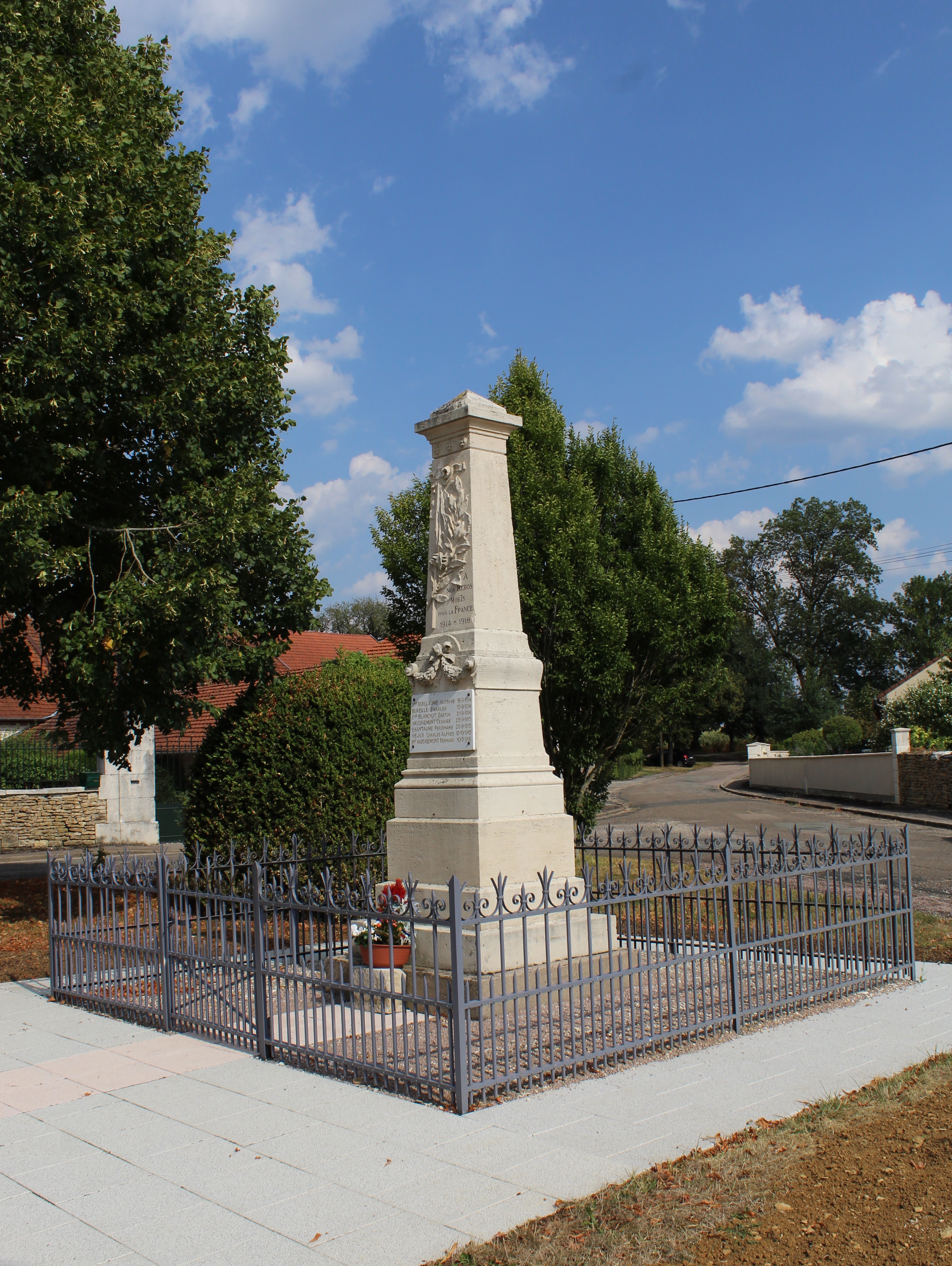
Monument aux morts de 1914-1918.